# ألبرت سبالدينغ
ألبرت سبالدينغ (بالإنجليزية: Albert Goodwill Spalding) هو كاتب وشخصية أعمال أمريكي، ولد في 2 سبتمبر 1850 في بايرون في الولايات المتحدة، وتوفي في 9 سبتمبر 1915 في سان دييغو في الولايات المتحدة.

## وصلات خارجية
- ألبرت سبالدينغ على موقع دوري كرة القاعدة الرئيسي (الإنجليزية)
- ألبرت سبالدينغ على موقعبيزبول رفرنس.كوم (الدوري الرئيسي) (الإنجليزية)
- ألبرت سبالدينغ على موقع إي إس بي إن.كوم (أم.أل.بي) (الإنجليزية)
- ألبرت سبالدينغ على موقع مشجعي الرسوم البيانية (الإنجليزية)
- ألبرت سبالدينغ على موقع قاعة مشاهير كرة القاعدة (الإنجليزية)
- ألبرت سبالدينغ على موقع أوليمبيديا (الإنجليزية)
- ألبرت سبالدينغ على موقع الموسوعة البريطانية (الإنجليزية)
- ألبرت سبالدينغ على موقع إن إن دي بي (الإنجليزية)